# Thùa lá hẹp
Thùa lá hẹp hay thùa lá trắng, dứa lá trắng (danh pháp hai phần: Agave angustifolia, đồng nghĩa: Agave breedlovei, Agave vivipara) là một loài thực vật có nguồn gốc từ México. Nó được sử dụng để sản xuất rượu mezcal cũng như được trồng làm cây cảnh.

## Hình ảnh

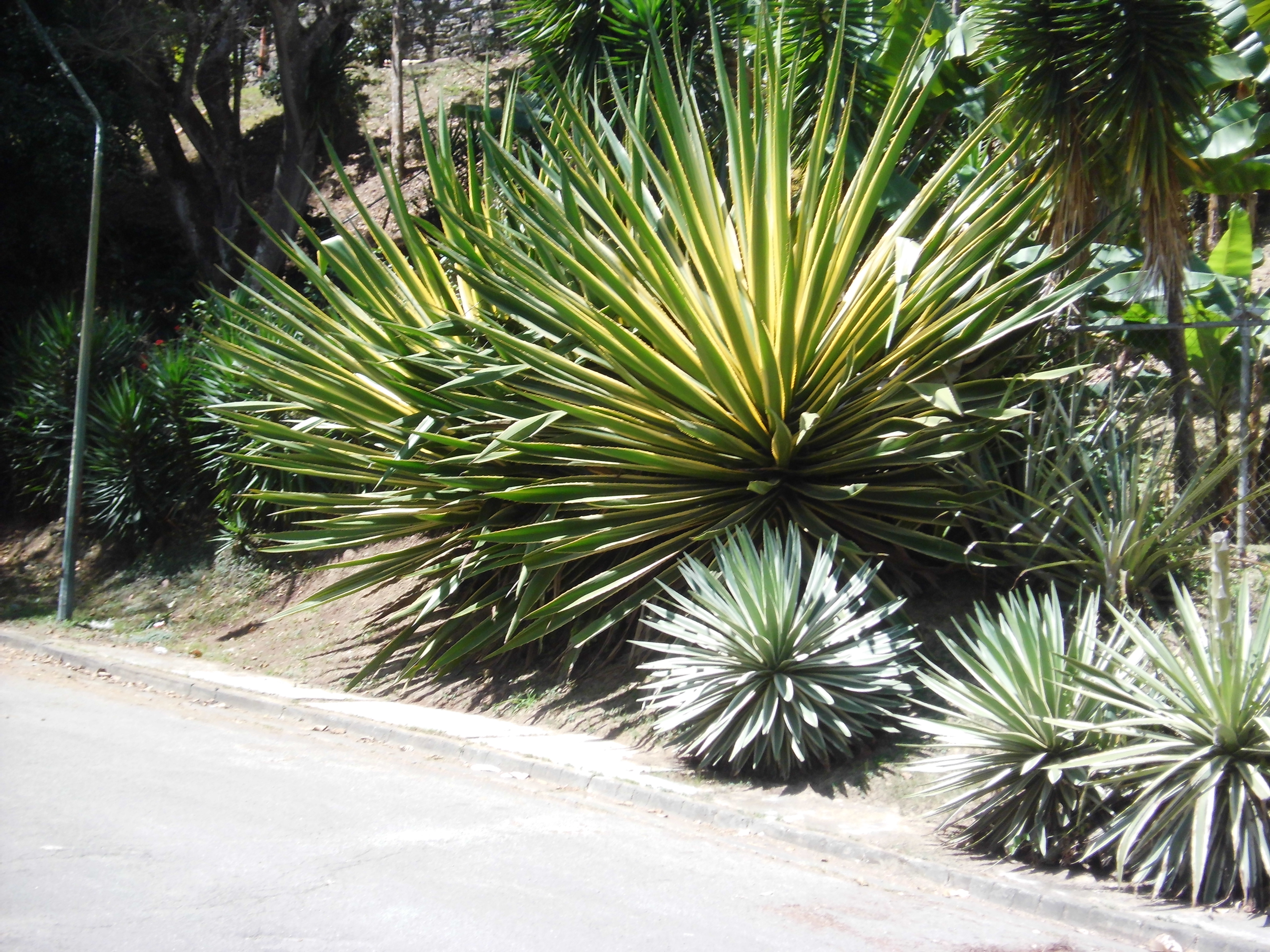
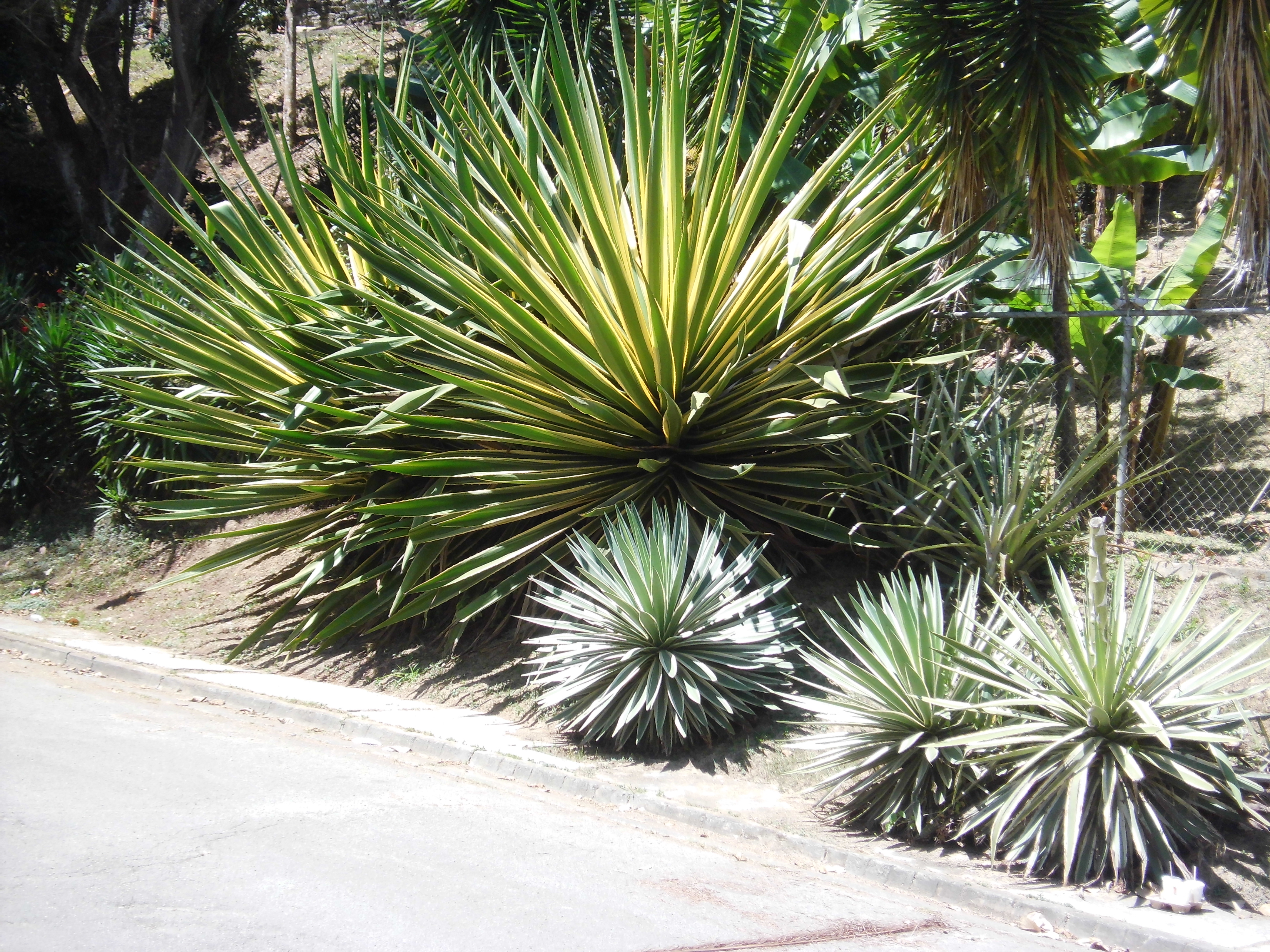
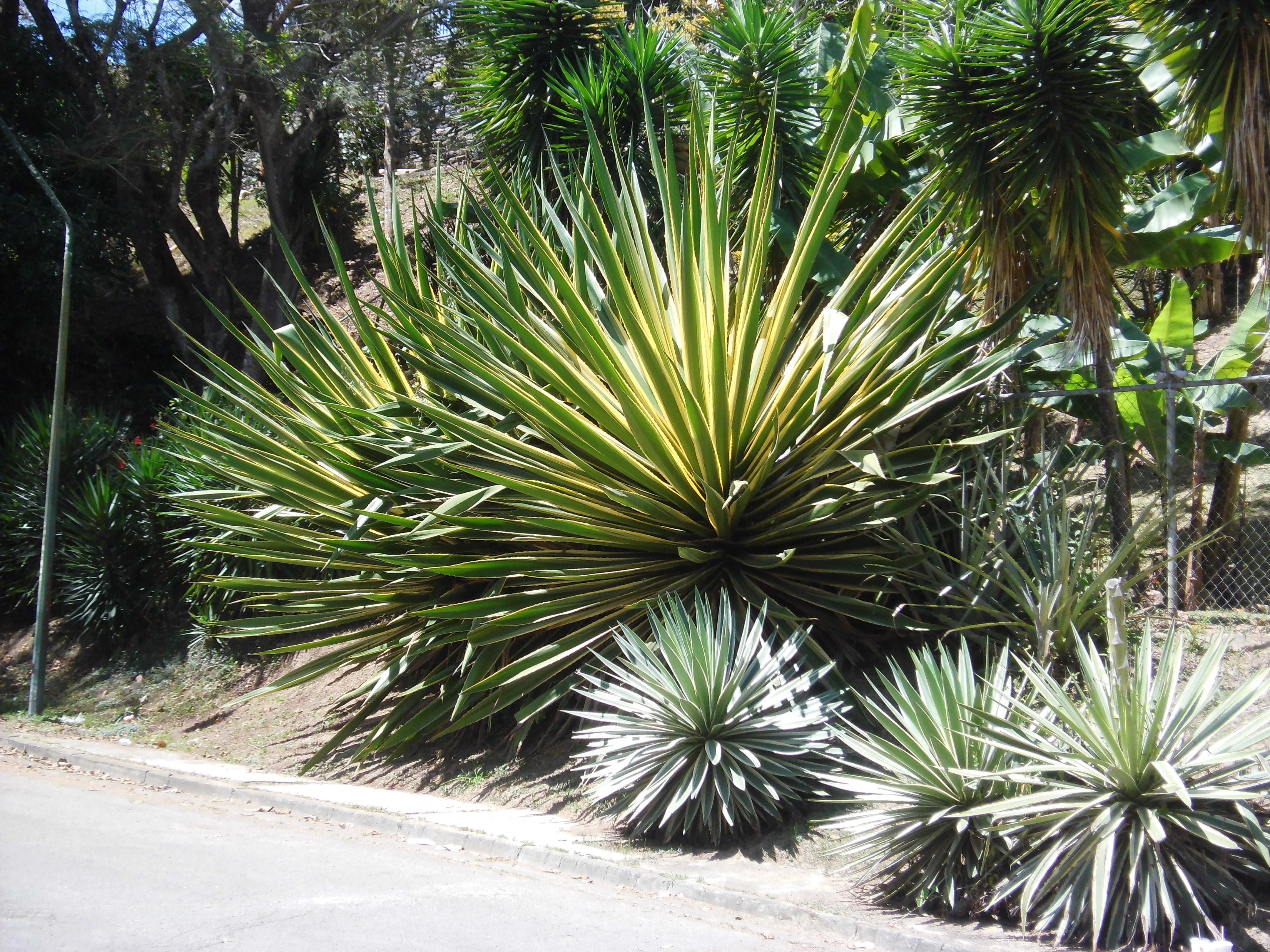
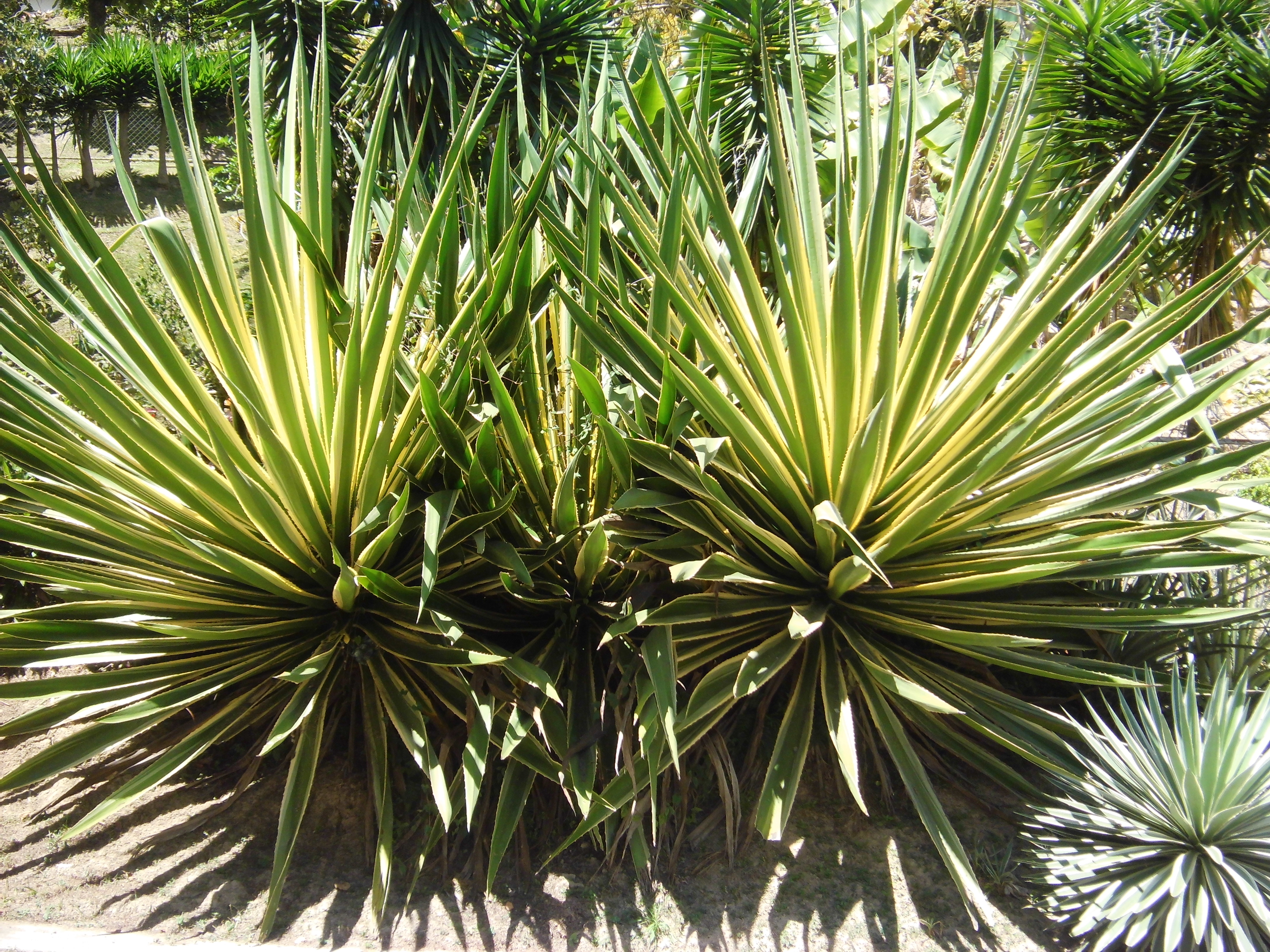

## Miêu tả

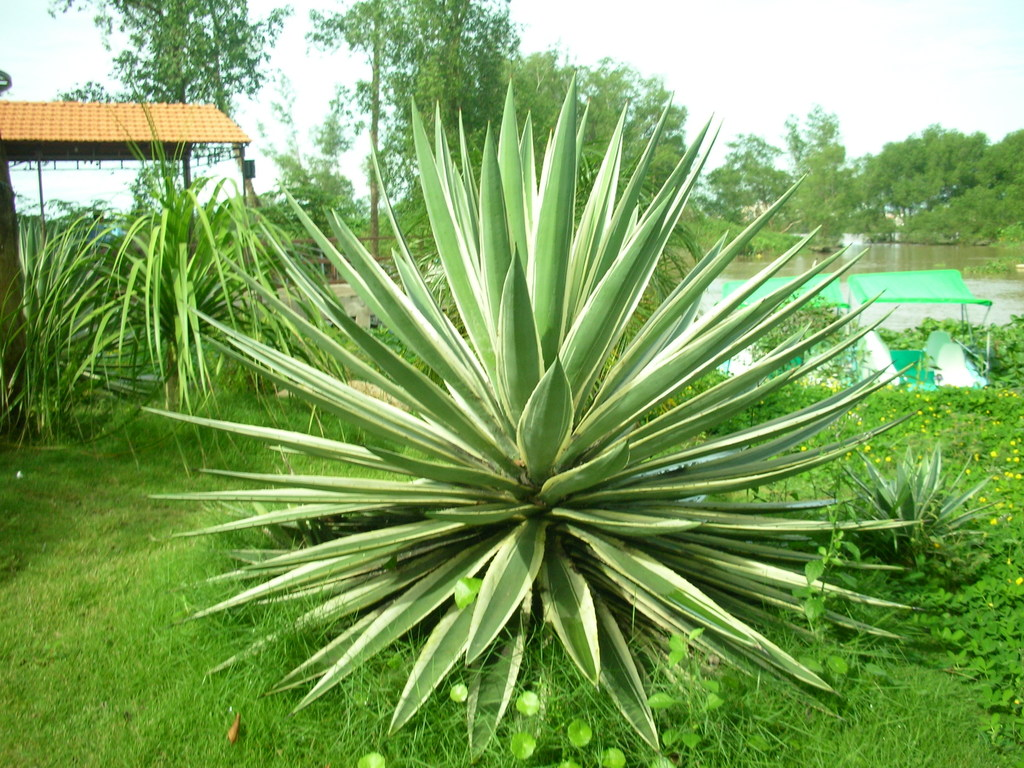
Cây thùa lá hẹp

Thùa lá hẹp là cây bụi cao khoảng 90–120 cm (3–4 ft) với các lá đơn thường xanh hình mũi kiếm, dài khoảng 1 m (3 ft), phiến lá rộng khoảng 5 cm (2 inch), màu xanh lục và mọc so le, dày dặc trên thân cây ngắn. Mép lá viền màu kem trắng, có gai. Tán cây rộng khoảng 1 m. Hoa màu trắng. Quả hình ôvan màu nâu, dài 2,5-7,5 cm (1-3 inch), vỏ quả cứng hoặc khô. Nó là loài cây ưa sáng, chịu được các điều kiện khô hạn và mặn.